# Johann Friedrich Zeller

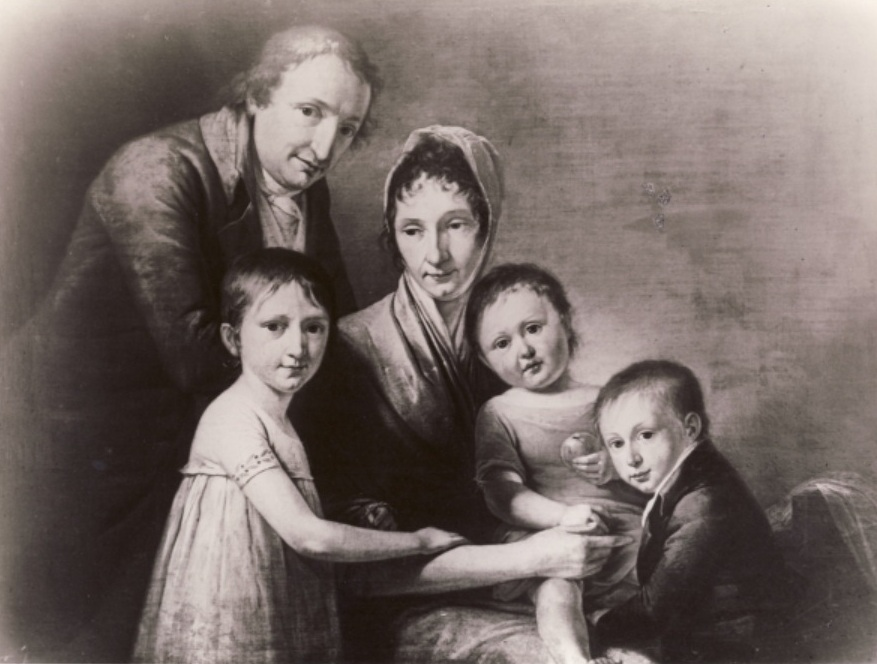
Johann Friedrich Zeller mit seiner Familie. Bild von Seele 1804

Johann Friedrich Zeller, ab 1834 von Zeller, (* 10. Mai 1769 in Lauffen am Neckar; † 11. März 1846 in Stuttgart) war erster Oberamtmann des Oberamts Heilbronn.
Der Sohn des Stadt- und Amts-Physikus Christoph Matthäus Zeller in Lauffen am Neckar studierte von 1788 bis 1791 Rechtswissenschaft an der Universität Tübingen. Nach seinem Studium war er Kanzleiadvokat in Heilbronn und übernahm von Amtsverweser Ostertag 1804 das Amt des Oberamtmanns im kurz zuvor errichteten Oberamt Heilbronn. 1808 wurde er Neckarschifffahrtskommissar. 1817 wechselte er nach Esslingen am Neckar, wo er zunächst Hof- und Finanzrat bei der Sektion der Kommunalverwaltung und später Oberjustizrat beim Gerichtshof für den Neckarkreis war. Ab 1822 war er Oberamtsrichter in Stuttgart. 1834 wurde er mit dem Ritterkreuz des Ordens der Württembergischen Krone ausgezeichnet, mit dem der persönliche Adelstitel verbunden war. 1836 trat er in den beruflichen Ruhestand, gehörte aber für eine Legislaturperiode noch der württembergischen Abgeordnetenkammer an.
Er war verheiratet mit Johanna Regina geb. Andreä (1773–1844), einer Enkelin des Stuttgarter Hofmedikus Christian Eberhard Andreae (1706–1759). Eines ihrer Kinder war Albert Zeller, der erste Direktor der Heilanstalt Winnental und Dichter der Lieder des Leids. Johann Baptist Seele malte die Familie 1804.

## Schriften
- Die Neckar- Rhein- und Main-Schifffahrt zwischen Heilbronn, Mainz und Frankfurt. Heilbronn 1809 Digitalisat.
- Über die rechtliche Wirkung neuer Gesetze. Heilbronn 1812.
- Gutgemeinte Phantasien. Tübingen 1819 (anonym) Digitalisat.